# Большой короткокрылый дрозд
Большой короткокрылый дрозд (лат. Sholicola major) — вид воробьиных птиц из семейства мухоловковых. Эндемичен для лесов шола на высоких холмах южной Индии, главным образом к северу от Палгхатского ущелья. Эта маленькая птица обитает на лесной подстилке и в подлеске густых лесных участков и на укрытых в долинах горных лугах, а это ограниченная и находящаяся под угрозой среда обитания.
Sholicola albiventris раньше считалась подвидом этого вида, но в 2005 году Памела К. Расмуссен разделила эти два таксона, и некоторые авторитетные специалисты придерживаются этого подхода. Их род оставался неопределенным до тех пор, пока молекулярно-филогенетическое исследование 2017 года не показало, что эти два южноиндийских вида образуют сестринскую группу внутри клады, содержащей роды Eumyias, Niltava и Cyornis. Поэтому для этих двух видов был выделен новый род Sholicola.

## Внешний вид и строение
Эта небольшая птица имеет длинные ноги и кажется массивной благодаря короткому хвосту и крыльям. Несмотря на схожие привычки и облик с Sholicola albiventris, эти два вида различаются оперением, и оба могут демонстрировать небольшой половой диморфизм. Самки могут отличаться от самцов цветом радужной оболочки, по крайней мере, у S. albiventris.
Большой короткокрылый дрозд имеет чёрную уздечку, верхняя часть тела, горло и грудь темно-синие, а оперение на брюхе рыжее. Центр брюха охристо-белый. Брови не так хорошо выражены, как у других видов, и имеют размытый голубоватый оттенок.

## Среда обитания и распространение
Его природная среда обитания — лесные участки в долинах с высокогорными лугами, известными как шола. Было обнаружено, что этот вид встречается только на высоте более 1200 м на высокогорных хребтах Западных Гат. Эти лесные участки сильно ограничены в размерах, и поэтому этому виду угрожает потеря среды обитания.
Популяции вида встречаются на холмах Нилгирис, Бабабудан и Брахмагири.

## Поведение и экология
Эти птицы обитают в густом лесу, в темном нижнем пологе и на лесной подстилке. Утверждают, что песня S. major представляет собой серию пронзительных свистов и резких жужжащих звуков . У географически изолированных популяций песни различаются. Было отмечено, что птицы теряют хвостовые перья во время линьки в начале июня. Мало что известно об их расселении, продолжительности жизни и других аспектах жизненного цикла, хотя окольцовано более 133 птиц.
Откладывают по два яйца серовато-зеленого цвета с коричневыми отметинами в период размножения, который длится с апреля по июнь, после дождей. Гнездо помещают в дупле дерева или на берегу, делают из мха и волокнистых корней и размещают низко над землей. Инкубационный период составляет от 16 до 17 дней. Оба родителя разделяют обязанности по гнездованию, такие как высиживание и кормление птенцов. Иногда старые прошлогодние гнезда могут использовать повторно.